# Starszy chorąży sztabowy marynarki
Starszy chorąży sztabowy marynarki (st. chor. szt. mar.) – wojskowy stopień podoficerski w polskiej Marynarce Wojennej, odpowiadający starszemu chorążemu sztabowemu w Wojskach Lądowych i Siłach Powietrznych. Jego odpowiedniki znajdują się także w marynarkach wojennych innych państw.

## Geneza
Termin „chorąży” został zapożyczony przez floty wojenne z wojsk lądowych. Początkowo, podobnie jak i inne stopnie wojskowe chorąży był tytułem i dotyczył funkcji sprawowanych na okręcie. W hierarchii został umiejscowiony pomiędzy bosmanem, a porucznikiem. Chorążowie sprawowali funkcje nawigatorów, artylerzystów, kapelanów, cyrulików, płatników oraz zajmowali inne pomocnicze stanowiska na okrętach. W XVII wieku tytuł chorążego przekształcił się w stopień wojskowy.

## Użycie
W Polsce stopień starszego chorążego sztabowego marynarki powstał w 1967, w związku z rozbudowaniem korpusu chorążych. Od momentu utworzenia umiejscowiony jest między chorążym sztabowym marynarki, a podporucznikiem marynarki. W 2004 zlikwidowano korpus chorążych, a jego stopnie przeniesiono do korpusu podoficerów. Starszy chorąży sztabowy marynarki jest odpowiednikiem starszego chorążego sztabowego. 
Stopień wojskowy starszego chorążego sztabowego marynarki jest zaszeregowany dla grupy uposażenia nr 10, a w kodzie NATO określony jest (wraz ze starszym chorążym marynarki) jako OR-09.